# Ousmane Issoufi Maïga
Ousmane Issoufi Maïga, nacido en 1945 cerca de Gao, es un político de Malí. Fue primer ministro de este país del 29 de abril de 2004 hasta el 27 de septiembre de 2007. Fue sustituido por Modibo Sidibé. Había tenido varios puestos ministeriales en gobiernos anteriores.

## Biografía
Issoufi estudió economía en la Universidad de Kiev (Ucrania, en ese momento parte de la URSS) y luego en la American University en Washington donde obtuvo un título en banca y finanzas. Trabajó para el Banco Mundial y para el Ministerio de Finanzas de Francia donde fue director del Caisse autonome d’amortissement.
En 2002 fue nombrado ministro de Juventud y Deportes de Malí y fue el encargado de la organización de la Copa Africana de Naciones de la que Malí era anfitrión ese año.
Luego de la elección de Amadou Toumani Touré como presidente de Malí, Issoufi integró el gobierno del primer ministro Ahmed Mohamed ag Hamani el 14 de junio de 2002 como ministro de Finanzas. Luego de los cambios en el gabinete del 16 de octubre de 2002 fue nombrado ministro de Transporte e Infraestructura.
El 29 de abril de 2004 fue elegido primer ministro.
| Predecesor: Ahmed Mohamed ag Hamani | Primer ministro de Malí 2004 - 2007 | Sucesor: Modibo Sidibé |